# Zaheer
Zaheer là một nhân vật phản diện hư cấu trong loạt phim hoạt hình Mỹ The Legend of Korra, phần tiếp theo của loạt phim Avatar: The Last Airbender. Nhân vật do Henry Rollins lồng tiếng và lần đầu xuất hiện trong mùa ba của loạt phim.
Zaheer là lãnh đạo của Hội Hồng Liên, một tổ chức cực đoan tách ra từ Hội Bạch Liên. Mục tiêu của Zaheer là loại bỏ mọi hình thức chính quyền để đạt đến một thế giới tự do tuyệt đối. Sau khi có được khả năng "ngự khí thuật" một cách bất ngờ do sự kiện Hội Tụ Hài Hòa, mở lại các cánh cổng giữa các thế giới vật chất và linh hồn, Zaheer đã nhanh chóng trở thành một ngự khí sư đáng gờm nhờ vào việc nghiên cứu và tu luyện triết lý của các bậc khí sư cổ đại, đặc biệt là Guru Laghima.

## Tiểu sử
Zaheer xuất hiện lần đầu khi đang bị giam giữ trong một nhà tù trên núi cao biệt lập. Các thành viên khác của Hồng Liên bị giam giữ tại các địa điểm khác nhau trên thế giới, bao gồm: Ghazan (ngự thổ sư với khả năng biến đá thành dung nham), Ming-Hua (ngự thủy sư sử dụng nước tạo thành các cánh tay) và P'Li (ngự hỏa sư với kỹ năng phóng tia lửa từ hình xăm con mắt). Sau khi có được ngự khí thuật, Zaheer đã vượt ngục và giải cứu các đồng đội. Họ lên kế hoạch bắt cóc Avatar Korra nhằm thủ tiêu chu kỳ Avatar và gây bất ổn toàn cầu.
Dù là một nhân vật phản diện, Zaheer được miêu tả là người lý tưởng hóa, có lý tưởng chính trị rõ ràng và triết lý sâu sắc, khác biệt với nhiều phản diện khác trong loạt phim. Sau khi thất bại trong âm mưu giết Korra, Zaheer bị bắt và giam giữ tại một nhà tù đặc biệt. Trong phần cuối của loạt phim, ông giúp Korra chiến thắng nỗi sợ hãi trong nội tâm và lấy lại sức mạnh tinh thần.

## Phản hồi
Zaheer được xem là một trong những nhân vật phản diện phức tạp và hấp dẫn nhất trong toàn bộ thế giới Avatar. Giới phê bình và người hâm mộ đánh giá cao sự phát triển tính cách của ông, cũng như các chủ đề triết học và xã hội mà ông đại diện. Giọng lồng tiếng của Henry Rollins cũng được khen ngợi vì mang lại chiều sâu cho nhân vật.